# Albertino Mussato
Albertino Mussato (Padua, 1261 - Chioggia, 31 de mayo de 1329), político, historiador, poeta y dramaturgo prehumanista italiano.
Se considera a Albertino Mussato como uno de tres prehumanistas que tuvo el cenacolo padovano o cenáculo de Padua tras el renacimiento de la actividad municipal tras la dictadura de Ezzelino, junto con el juez y poeta Lovato Lovati (1241-1309) y Zambono d'Andrea. Él es el autor del conocido tópico "enanos a hombros de gigantes", que sirve para expresar la deuda de los modernos respecto a los antiguos.

## Vida
Hijo ilegítimo del noble Viviano del Musso, Albertino Mussato tuvo que ganarse la vida como copista mientras estudiaba derecho en la Universidad de Padua. Tras una juventud de miseria y trabajos se hizo notario y la actividad forense le procuró de inmediato fama, honores y bienestar. Caballero y miembro del Consejo Público, podestá de Lendinara, embajador, junto con otros, cerca de Bonifacio VIII (hacia 1302), ejecutor de los ordenamientos de justicia en Florencia (1309), figura entre los oradores enviados por su ciudad a Milán para la coronación de Enrique VII (1311). Güelfo y, a pesar de ello, leal al imperio, familiar de Enrique, vio en la alianza de éste con el Pontífice la defensa más segura de las libertades comunales. En su ciudad natal de Padua recibió la corona de laurel en premio a su tragedia latina Ecerinis (1315). 

## Obra
Quiso celebrar estos ideales en sus principales obras históricas -a las que en gran parte debe Mussato su fama- en un estilo que trata de imitar la majestuosidad de elocución de su coterráneo Tito Livio: Historia Augusta de gestis Enrici VII (1313-15) (Historia augusta del emperador Enrique VII) en dieciséis libros y De gestis italicorum post Enricum Cesarem (1321), esto es, De las gestas de los italianos después de la muerte de Enrique V en catorce libros, quizá incompletos. El 3 de diciembre de 1315 fue coronado solemnemente por sus conciudadanos como poeta e historiador.
Como poeta creía que os mitos paganos reformulaban historias bíblicas anteriores y que Teología, Filosofía y Poesía eran una sola y la misma cosa, en lo que coincidía con Giovanni del Virgilio y Alain de Lille, pero estas ideas lo llevaron a una larga polémica con el dominico Giovannino de Mantua, para quien la poesía podría ser todo eso menos Teología; según él Dios no dio a los hombres la poesía, sino que estos la inventaron como inventaron otros saberes humanos. En esto sigue a Santo Tomás de Aquino y a Aristóteles. Su obra poética comprende dieciocho epístolas, tres elegías (una de las cuales es un centón de las Tristia de Ovidio), dos poemas "priápicos" y ocho poemas de contenido religioso, los Soliloquia. Lo más interesante son sus epístolas, cartas en verso a sus amigos que en su mayor parte tratan temas autobiográficos y sucesos políticos contemporáneos. Otro tema importante de estas obras es la dignidad de la poesía; otras epístolas tratan curiosidades naturales, como un pez con hocico en forma de espada o una perra con seis dedos en cada pata. Su nombre ha quedado vinculado de un modo particular a la Ecerinis (1313), la tragedia de Ezzelino, fruto de cuidadosos estudios sobre la métrica de Séneca el trágico y primera obra "teatral" de argumento contemporáneo. En ella, como en todos sus restantes y numerosos poemas (Carmina) y en la prosa de Mussato aparece latente una profunda y amorosa lectura de los clásicos; era, en efecto, un gran lector de manuscritos de antiguos romanos y un aficionado a la epigrafía. Es posible que Francesco Petrarca, cuando formó su De remediis utriusque fortunae, pensase en su Contra casus fortuitos. Legado de Padua en diversas ocasiones, combatió también valientemente contra Cangrande della Scala y fue asimismo herido y hecho prisionero en la guerra entre 1312 y 1328. Al oponerse a los Scaligeri de Verona, marchó al exilio primero entre 1318 y 1319, después definitivamente desde 1325. En 1528, habiendo pasado Padua a manos de Marsilio de Carrara, se instaló en Chioggia y allí murió tras un rápido viaje a su ciudad natal.